# Cái Nước, Cà Mau
Cái Nước là một xã thuộc tỉnh Cà Mau, Việt Nam.

## Địa lý
Xã Cái Nước có vị trí địa lý:
- Phía đông giáp xã Quách Phẩm và xã Trần Phán
- Phía tây giáp xã Nguyễn Việt Khái và xã Phú Mỹ
- Phía nam giáp các xã Đất Mới, Năm Căn, Nguyễn Việt Khái
- Phía bắc giáp xã Hưng Mỹ và xã Tân Hưng.

Xã Cái Nước có diện tích 118,25 km², dân số năm 2024 là 54.397 người, mật độ dân số đạt 460 người/km².

## Lịch sử
Năm 1947, thành lập xã Trần Thới trên cơ sở lấy tên của chiến sĩ Trần Văn Út và chiến sĩ Dương Văn Thới đã anh dũng hy sinh trong trận chống càn của giặc Pháp và ấp Cái Muối.
Xã Trần Thới có 13 ấp: Truyền Huấn, Mỹ Đông, Mỹ Điền, Đông Mỹ, Bảng Đá, Cái Muối, Tân Mỹ, Mỹ Hưng, Nhà Vi A, B, Cái Chim, Bàu Chấu, Kiến Vàng.
Khoảng năm 1948–1949, giao ấp Truyền Huấn về huyện Năm Căn, khu vực Đầm Cùng giao cho xã Quách Phẩm.
Năm 1951, chia quận Ngọc Hiển thành quận Ngọc Hiển và quận Trần Văn Thời. Xã Trần Thới thuộc quận Trần Văn Thời.
Năm 1963, thành lập xã Đông Thới trên cơ sở các ấp Đông Mỹ, Mỹ Đông, Mỹ Điền của xã Trần Thới và một số ấp của xã Tân Hưng Đông.
Xã Trần Thới còn lại 10 ấp: Cái Muối, Bảng Đá, Tân Mỹ, Mỹ Hưng, Nhà Vi A, Nhà Vi B, Cái Chim, Dân Quân, Bào Chấu, Kiến Vàng.
Ngày 20 tháng 9 năm 1975, Bộ Chính trị ban hành Nghị quyết số 245-NQ/TW về việc hợp nhất tỉnh Bạc Liêu, tỉnh Cà Mau và 2 huyện An Biên, Vĩnh Thuận (ngoại trừ 2 xã Đông Yên và Tây Yên) của tỉnh Rạch Giá thành một tỉnh mới, tên gọi tỉnh mới cùng với nơi đặt tỉnh lỵ sẽ do địa phương đề nghị lên.
Ngày 20 tháng 12 năm 1975, Bộ Chính trị ban hành Nghị quyết số 19/NQ về việc hợp nhất tỉnh Bạc Liêu và tỉnh Cà Mau thành một tỉnh mới, tên gọi tỉnh mới cùng với nơi đặt tỉnh lỵ sẽ do địa phương đề nghị lên.
Ngày 24 tháng 2 năm 1976, Chính phủ Cách mạng Lâm thời Cộng hòa miền Nam Việt Nam ban hành Nghị định số 3/NQ/1976 về việc hợp nhất tỉnh Bạc Liêu và tỉnh Cà Mau thành một tỉnh mới, lấy tên là tỉnh Bạc Liêu – Cà Mau.
Ngày 10 tháng 3 năm 1976, Chính phủ ban hành Nghị quyết về việc thành lập tỉnh Minh Hải trên cơ sở đổi tên tỉnh Bạc Liêu – Cà Mau.
Ngày 25 tháng 7 năm 1979, Hội đồng Chính phủ ban hành Quyết định số 275-CP về việc:
- Chia xã Tân Hưng Đông thuộc huyện Cái Nước thành 3 xã: Tân Hưng Đông, Tân Hiệp, Cái Nước.
- Sáp nhập 2/5 diện tích đất và dân số vào huyện Phú Tân theo Quyết định số 326-CP.[10]
- Sáp nhập 2 ấp: Cái Chim, Nhà Vi A của xã Trần Thới vào xã Nghĩa Hiệp.
- Thành lập xã Việt Thắng thuộc huyện Phú Tân trên cơ sở một phần của xã Việt Khái và 3 ấp: Kiến Vàng, Bàu Chấu, Dân Quân của xã Trần Thới.

Xã Trần Thới còn lại 5 ấp: Mỹ Hưng, Cái Muối, Bảng Đá, Nhà Vi B, Tân Mỹ. Sau đó, chia 5 ấp thành 10 ấp: Thới Thắng, Thới Mỹ, Thới Hòa, Thới Bình, Thới Thành, Thới Công, Thới Trung, Thới Hưng, Thới An, Thới Thuận.
Ngày 17 tháng 5 năm 1984, Hội đồng Bộ trưởng ban hành Quyết định 75-HĐBT về việc:
- Sáp nhập huyện Phú Tân vào huyện Cái Nước.
- Sáp nhập xã Việt Thắng thuộc huyện Phú Tân mới giải thể vào huyện Cái Nước quản lý.

Ngày 14 tháng 2 năm 1987, Hội đồng Bộ trưởng ban hành Quyết định số 33B-HĐBT về việc:
- Giải thể xã Cái Nước để thành lập thị trấn Cái Nước – thị trấn huyện lỵ huyện Cái Nước.
- Sáp nhập một phần bao gồm 3 ấp: Đông Mỹ, Mỹ Đông, Mỹ Tân của xã Tân Thới mới giải thể vào xã Trần Thới.
- Sáp nhập ấp Tân Mỹ của xã Trần Thới vào thị trấn Cái Nước.

Sau khi phân vạch, điều chỉnh địa giới hành chính:
- Thị trấn Cái Nước có 1.563 hécta đất và 5.116 nhân khẩu.
- Xã Trần Thới có 3.545 hécta đất và 3.076 nhân khẩu và có 12 ấp: Đầm Cùng, Mỹ Hưng, An Hưng, Công Trung, Nhà Vi, Cái Chim, Bình Thành, Đông Mỹ, Mỹ Tân, Mỹ Thuận, Mỹ Đông, Mỹ Hòa.[13]

Ngày 2 tháng 2 năm 1991, Ban Tổ chức – Cán bộ của Chính phủ ban hành Quyết định số 51/QĐ-TCCP về việc sáp nhập xã Việt Thắng vào xã Trần Thới.
Ngày 6 tháng 11 năm 1996, Quốc hội ban hành Nghị quyết về việc chia tỉnh Minh Hải thành Bạc Liêu và tỉnh Cà Mau. Khi đó, thị trấn Cái Nước và xã Trần Thới thuộc huyện Cái Nước, tỉnh Cà Mau.
Ngày 25 tháng 6 năm 1999, Chính phủ ban hành Nghị định số 42/1999/NĐ-CP về việc thành lập xã Việt Thắng thuộc huyện Cái Nước trên cơ sở có 3.865,27 ha diện tích tự nhiên và 10.300 người của xã Trần Thới.
Sau khi điều chỉnh địa giới hành chính, xã Trần Thới có 3.830,13 ha diện tích tự nhiên và 13.734 nhân khẩu.
Ngày 24 tháng 8 năm 2016, UBND tỉnh Cà Mau ban hành Quyết định số 1462/QĐ-UBND về việc công nhận thị trấn Cái Nước đạt tiêu chuẩn đô thị loại V.
Ngày 29 tháng 9 năm 2021, UBND tỉnh Cà Mau ban hành Quyết định số 2005/QĐ-UBND về việc chuyển các ấp Cái Nước, Đồng Tâm, Hữu Trí,  Nguyễn Quy, Tân Lập, Ngọc Tuấn và Ngọc Huờn thành khóm có tên tương ứng.
Thị trấn Cái Nước có 10 khóm.
Tính đến ngày 31/12/2024:
- Thị trấn Cái Nước có 10 khóm: 1, 2, 3, Cái Nước, Đồng Tâm, Hữu Trí, Ngọc Hườn, Ngọc Tuấn, Nguyễn Quy, Tân Lập.
- Xã Trần Thới có 12 ấp: An Hưng, Bình Thành, Cái Chim, Công Trung, Đầm Cùng, Đông Mỹ, Mỹ Đông, Mỹ Hóa, Mỹ Hưng, Mỹ Tân, Mỹ Thuận, Nhà Vi.

Ngày 12 tháng 6 năm 2025, Quốc hội ban hành Nghị quyết số 202/2025/QH15 về việc sắp xếp đơn vị hành chính cấp tỉnh (nghị quyết có hiệu lực từ ngày 12 tháng 6 năm 2025). Theo đó, sáp nhập tỉnh Bạc Liêu vào tỉnh Cà Mau.
Ngày 16 tháng 6 năm 2025, Ủy ban Thường vụ Quốc hội ban hành Nghị quyết số 1655/NQ-UBTVQH15 về việc sắp xếp các đơn vị hành chính cấp xã của tỉnh Cà Mau năm 2025 (nghị quyết có hiệu lực từ ngày 16 tháng 6 năm 2025). Theo đó, thành lập xã Cái Nước thuộc tỉnh Cà Mau trên cơ sở toàn bộ 25,5 km² diện tích tự nhiên, quy mô dân số là 19.048 người của thị trấn Cái Nước thuộc huyện Cái Nước; toàn bộ 42,2 km² diện tích tự nhiên, quy mô dân số là 15.717 người của xã Trần Thới; điều chỉnh 25,55 km² diện tích tự nhiên, quy mô dân số là 9.958 người của xã Đông Thới thuộc huyện Cái Nước và điều chỉnh 20,3 km² diện tích tự nhiên, quy mô dân số là 7.682 người của xã Tân Hưng Đông thuộc huyện Cái Nước.
Xã Cái Nước có 118,25 km² diện tích tự nhiên và quy mô dân số là 54.397 người.